# Grivița (Ialomița)
Pour l’article homonyme, voir Grivița.
Grivița est une commune du județ de Ialomița en Roumanie.